# Theodorus van Oorschot

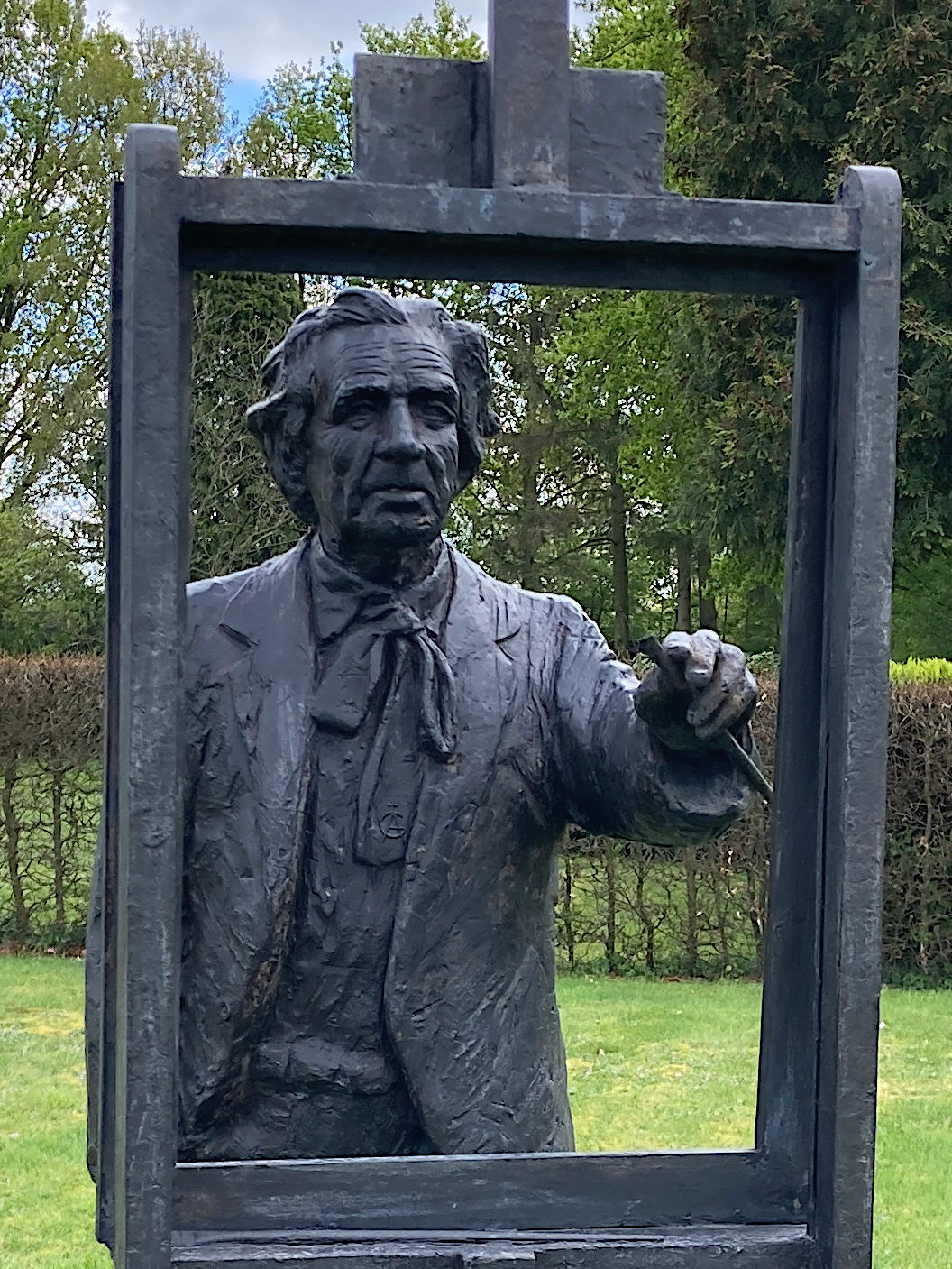
Theodorus van Oorschot (1997) door Toon Grassens

Theodorus (Dorus) van Oorschot (Schijndel, 22 juli 1910 – 's-Hertogenbosch, 13 oktober 1989) was een Nederlandse kunstschilder.
Hij werkte voornamelijk in een impressionistische stijl met veelal het landschap van de Meierij van 's-Hertogenbosch als onderwerp. Daarnaast schilderde hij veel stillevens. Zijn coloriet is wat uitbundiger dan dat van het eerdere Hollandse impressionisme van de Haagse School.
Tot 1972 woonde hij in een woning met aangebouwd atelier aan de Dokter Poelsstraat, nabij het het centrum van Schijndel. Daarna verhuisde hij naar de Venushoek iets ten westen van Schijndel. Zijn oude atelier daar, in een boerderij, werd sinds 1 mei 1997 gebruikt als museum: het Atelier van Oorschot. De laatste openstelling was op zondag 21 december 2008. Op de hoek van de Schootsestraat en de Venushoek staat een standbeeld van hem. Hij staat met schildersezel afgebeeld.
De collectie van Dorus van Oorschot, bestaande uit 160 schilderijen kreeg vervolgens een nieuwe plaats in het Museum Jan Heestershuis, eveneens te Schijndel. In 2010 was er ter gelegenheid van zijn honderdste geboortedag een overzichtstentoonstelling. 
- Biografisch Portaal: 49994690
- International Standard Name Identifier: 0000 0000 8223 9584
- Library of Congress Control Number: nr96043192
- Nederlandse Thesaurus van Auteursnamen: 079561225
- RKD-Nederlands Instituut voor Kunstgeschiedenis: 60646
- Union List of Artist Names: 500160387
- Virtual International Authority File: 44201019
- WorldCat: E39PBJhX6BmbvT7cCp6VTr7fv3